# Марттила, Елена Оскаровна
Еле́на Оска́ровна Ма́рттила (6 января 1923, Петроград — 25 июня 2022, Котка, Южная Финляндия) — советская и российская художница. В юности пережила блокаду Ленинграда, которая стала основной темой её творчества.

## Семья и детство
Елена Марттила родилась в Петрограде. Её отец, Оскар Антонович Марттила, был курсантом военного училища, мать — Евдокия Васильевна — работала на местном радиоаппаратном заводе имени Н. Г. Козицкого (ранее — Электротехнический завод акционерного общества «Сименс и Гальске»). Фамилия «Марттила» имеет финские корни и, по-видимому, связана с одноимённой провинцией. Отец будущей художницы был уроженцем финского города Котка. Родители развелись, когда Елена Марттила была ещё маленькой. Вскоре Оскар Антонович был арестован и в 1937 году — расстрелян (посмертно реабилитирован лишь в 1988 году).
Склонность к рисованию у Елены проявилась в раннем возрасте: когда ей было пять лет, она стала обучаться рисованию в саду «Детский очаг» под руководством художницы Екатерины Огнёвой. В 1934 году одиннадцатилетняя Елена участвовала в 1-м Всероссийском конкурсе юных дарований и поступила в среднюю художественную школу при Академии художеств в Ленинграде (на тот момент — Ленинградский институт живописи, скульптуры и архитектуры). Обучение в этой школе она закончила 20 июня 1941 года, за два дня до Войны.

## Война и блокада
Марттила пыталась попасть на фронт добровольцем, но не прошла отбор по состоянию здоровья. Тогда молодая художница стала добровольцем сандружины районного Красного Креста. С началом блокады она работала медсестрой в детской больнице им. Н. К. Крупской и участвовала в организации эвакуации детей из блокадного Ленинграда. Одновременно с этим продолжала рисовать и в конце 1941 года поступила в Ленинградское художественное училище им. С. В. Серова.
Во время наиболее тяжёлой блокадной зимы 1941—1942 гг. Марттила тяжело болела и едва не умерла. Её дневниковые записи отмечают, что в самый страшный момент она решила задокументировать феномен смерти с помощью автопортрета и умереть «как художник — не в постели, а с кистью в руках». По её словам, именно это решение помогло ей пережить ту ночь и в конечном итоге спасло ей жизнь. В ту зиму художница создала многие свои работы, посвящённые Блокаде, которые она писала «с натуры», по живым впечатлениям от увиденного.
В апреле 1942 года Марттила вывезла из Ленинграда тяжело контуженную мать. Им удалось выбраться из города в последнем караване, который ушёл в тот год по Дороге Жизни.
Эвакуация прошла в Мордовии: там художница преподавала в школе, работала в колхозе и на лесозаготовке. Одновременно ей приходилось ухаживать за больной матерью. При первой возможности они вернулись в Ленинград — ещё в 1943 году, когда блокада была снята лишь частично.

## После войны
В 1948 году Марттила с отличием окончила Ленинградское художественное училище им. В. А. Серова. После этого она поступила на факультет графики Ленинградской Академии художеств, но в результате была вынуждена забрать документы и пойти работать — необходимо было кормить семью. В этот период она работала плакатистом, оформителем, ставила спектакли в кукольном театре во Дворце пионеров, а также преподавала в Ленинградском художественном училище, Педагогическом институте им А. И. Герцена, вела студии в Политехническом институте им М. И. Калинина.
Долгое время художницу не принимали в Союз художников СССР, поскольку её работы не соответствовали идеологическим стандартам. По её воспоминаниям, представитель идейного отдела от горкома Партии даже рекомендовал ей уничтожить рисунки на военную тему и при этом заявил: «Никакой блокады, голода и страданий не было, а была героическая защита города, вот это и рисуйте!» В Союз художников СССР Мартиллу приняли только в 1981 году, когда она была уже на пенсии.
На склоне лет работы Елены Мартилла наконец нашли своё признание: её картины выставлялись не только в России, но и в Германии, Франции, США, Финляндии, Великобритании. Всего художница приняла участие в 130 выставках, из них 25 были персональными. Её картины хранятся в Русском музее, Театральном музее, Российской национальной библиотеке, ряде областных художественных музеев в различных регионах России и частных коллекциях по всему миру.